# Paracroce altaica
Paracroce altaica là một loài côn trùng thuộc bộ Neuroptera. Loài này được Ponomarenko miêu tả năm 1992.